# 食品保存

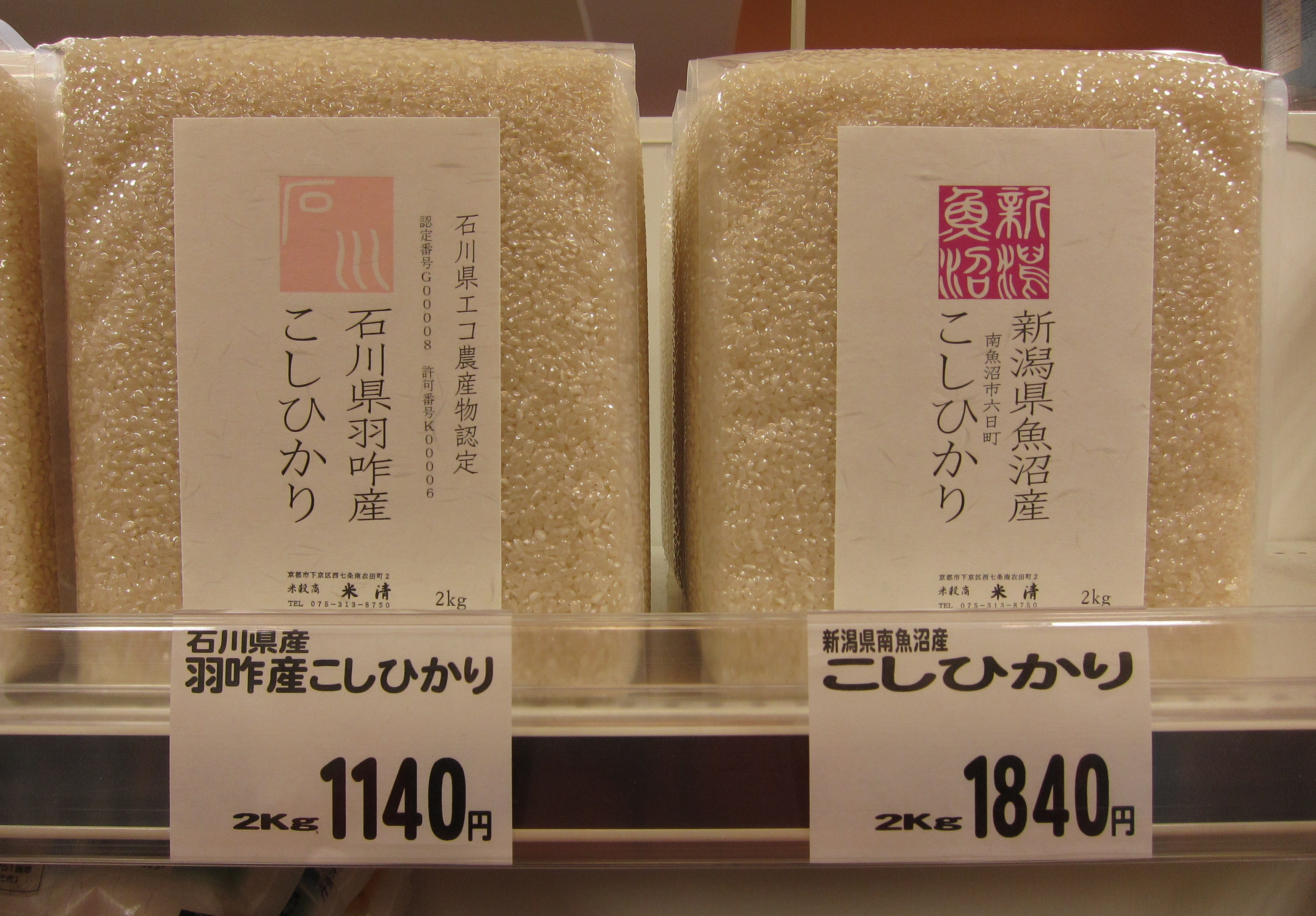
真空包裝的米

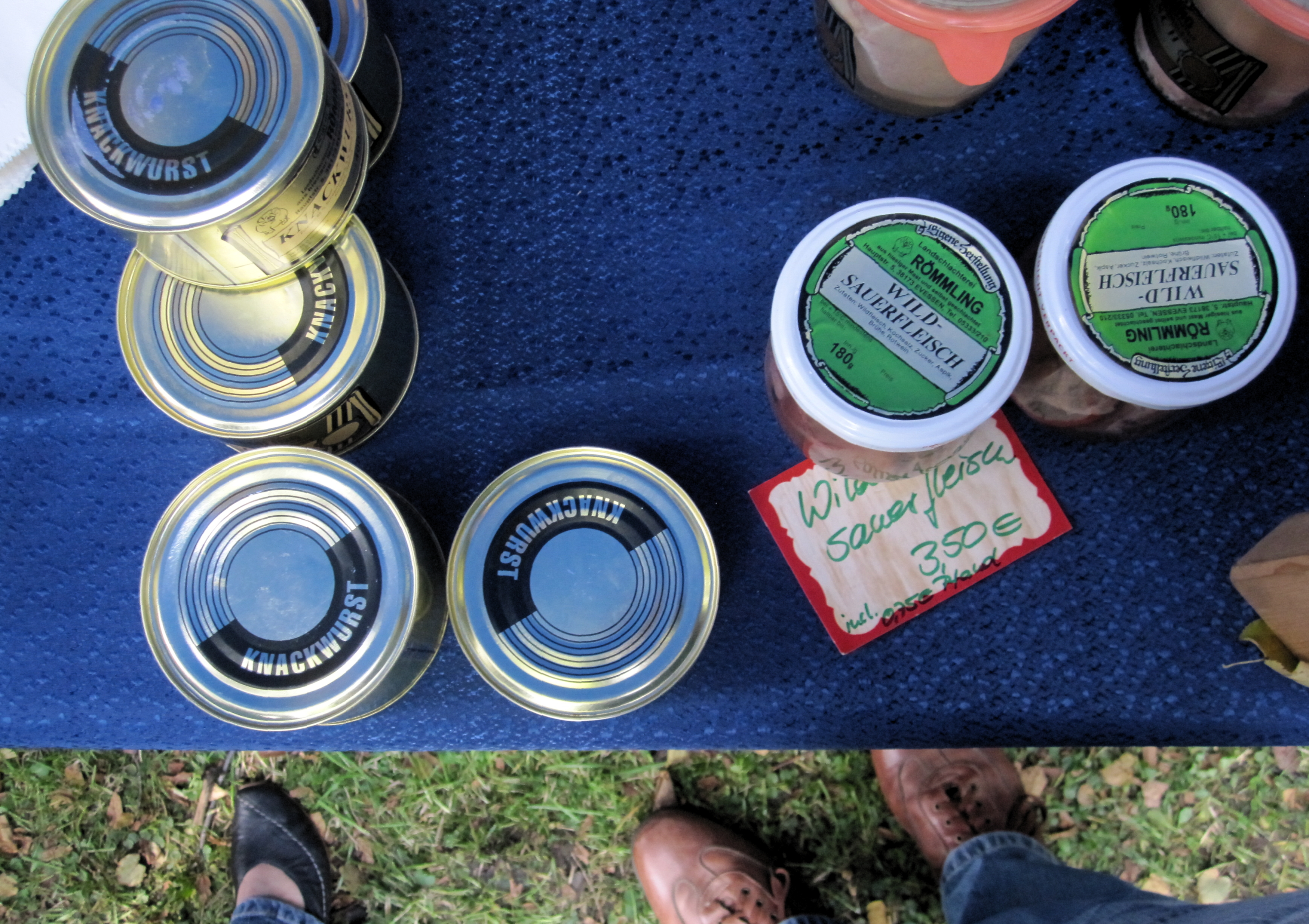
馬口鐵罐頭

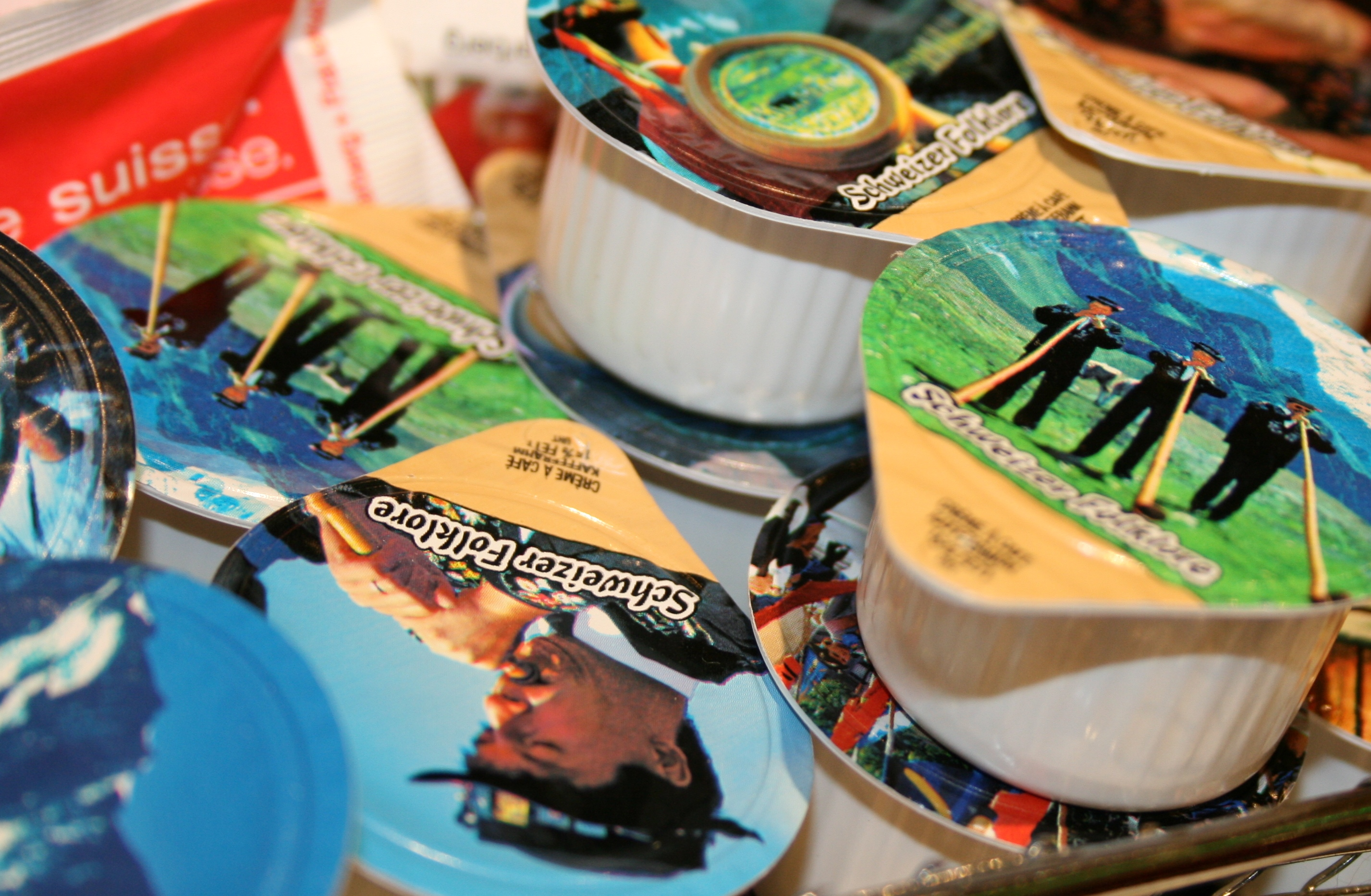
塑膠軟罐技術

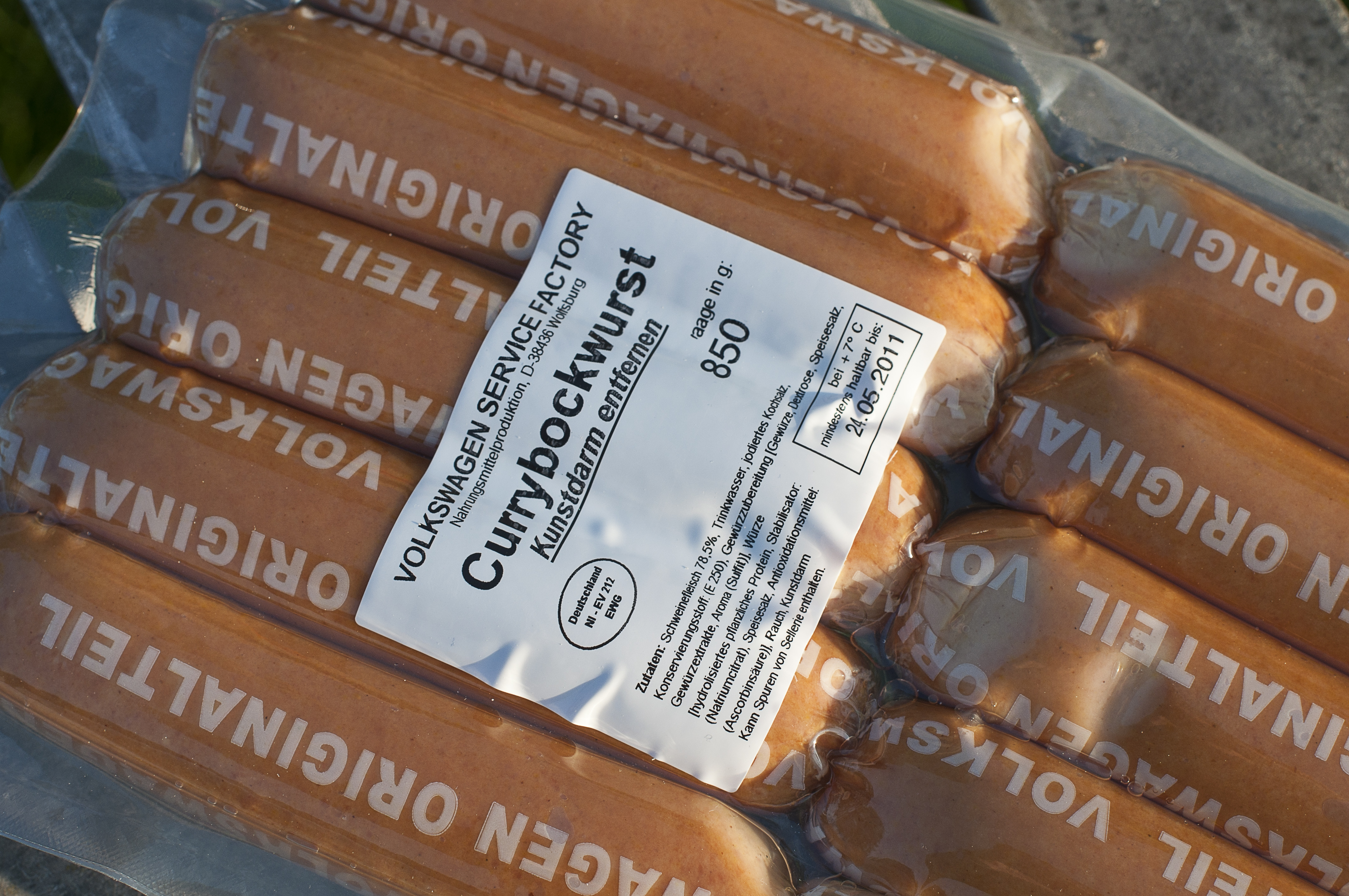
肉類真空包裝解決了腐化問題

食品保存是指用於防止或減緩食品的敗壞的方法，以保留食品的营养和味道，降低微生物與毒素產生，藉此减少因使用食品導致疾病的機率。

## 原理
食品保存的原理主要可分為兩大部分，分別為減緩微生物滋長與食品本身劣變。

### 微生物生長
微生物滋長為食品敗壞的重要原因，影響食品敗壞速度有幾個主要因素。
1. 初始微生物的數量：若剛開始食品中的微生物數量低，微生物要能長到足以影響食品品質的時間就會較長，例如罐頭經過滅菌後，內部的微生物基本上被殺滅，所以不需要額外使用其他添加物，保存期就蠻長。因此如加熱、滅菌與輻射等方式都可以藉由降低為初始微生物含量，達到保存效果。
2. 食品內成分組成：微生物要生長亦需要營養與水分，若食品中可利用的水分不足，降低食品中的水活性，也能延緩微生物生長。例如鹽漬、糖漬等
3. 食品保存條件：微生物需要在合適的環境溫度下才能生長，當環境不佳亦可抑制微生物，例如冷凍、冷藏方式。

### 食品成分變化
食品中成分複雜，主要為碳水化合物、蛋白質、油脂三大類，除此之外還有維生素、礦物質、水分等多種物質，這些物質在食品保存的過程中亦會交叉影響，產生變化。
1. 食品成分：許多營養素在食品中的狀態並不穩定，非常容易降解，例如食品中維他命C的含量會隨時間遞減。
2. 包裝方式：當食品成分受到環境刺激時，也會誘發化學反應，例如油脂保存時若常受到光線照射，產生油脂酸敗的速度會加快。

## 常見的食品保存法
常见的保鲜法包括乾燥，冷凍，真空，殺菌罐装，辐照和添加抑菌劑等。另外还有些方法不止防腐，也加味，例如水淹，糖盐腌，熏。
最老的方法是乾燥，主要藉由细菌在食物中含水量低时生長較慢或無法生長。晾干中有时加烟熏。虽然只是熏过的东西放不久，熏的过程中在食品加进防菌成分。肉或水果有时用糖或盐腌过，例如牛肉干。
水淹是用浓盐水或醋浸泡食品。绝大多数微生物在太咸或太酸的环境无法生存。
瓶装在欧美常见，用于蔬菜水果。先把瓶罐消毒，然后装入，连瓶子和内容一起水煮杀菌。煮过之后，瓶罐需要封严。以前是用蜡，现代大都用有橡皮内圈的瓶盖。
不同的食品自然防菌能力不同。像草莓一样含酸多的水果不需要添加别物，稍稍煮一下就可以了。番茄就要煮得久些，而且还要加别的酸性东西。很多蔬菜还要加压装罐才行。
在1950年代，美国杂志“Popular Mechanics”提出用食品辐射。但是直到现在，食品辐射的后果还是不太清楚，所以不太常有。在冷藏设备不普遍的地区，马铃薯，草莓和肉常被辐射。美国直到2002年才批准肉和禽的辐射，防止大肠杆菌和沙门氏菌。在美国和许多欧洲国家，经常辐射的是香料，因为没有别的好办法。即食麵调味料是经过輻照的。

## 主要的食品保存方法
| 方法                                          | 对细菌成长的影响                                                         |
| --------------------------------------------- | ------------------------------------------------------------------------ |
| 冷藏                                          | 低温减慢成长速度                                                         |
| 冷冻                                          | 低温，减水可以防止细菌成长                                               |
| 干藏、腌                                      | 减水可以减慢或防止细菌成长                                               |
| 真空包装                                      | 无氧杀死需氧细菌，但是厌氧细菌會生长，厌氧细菌大多為中毒菌。如：肉毒桿菌 |
| 巴氏杀菌法 (Pasteurization and appertization) | 加热杀死目标微生物                                                       |

## 食品保存歷史發展
- 1782年-某位瑞典化學家提出食用醋的裝瓶方法
- 1810年-法國阿帕特(Appert)獲得使用裝瓶方式保存食物的專利
- 1813年-董金、霍爾及甘伯提出罐裝食物加熱殺菌操作
- 1825年-康希特(T. Kensett)及達吉特(E. Daggett)以馬口鐵罐保存食物獲得美國專利
- 1835年-英國牛頓(Newton)獲得煉乳製造的專利
- 1967年-食品輻射之商業化設備之設計計畫首次於美國提出
- 1994年-美國制定水產品強制性實施危害分析重要管制HACCP

## 切片水果防氧化
- 鹽水
- 橙汁
- 柠檬汁
- 阿斯巴甜
- 冷凍乾燥